# Kåbdalis
Kåbdalis (Samisch;Goabddális) is een dorp (småort) binnen de Zweedse gemeente Jokkmokk. Het is gelegen aan de Europese weg 45 en sinds 1936 aan de Inlandsbanan. Het dorp wordt in de winter- en lenteperiode veel bezocht door skiërs, aangezien zich ten noordoosten van het dorp een skipiste bevindt. In de zomer lijkt het dorp verlaten; de 91 bewoners wonen verspreid over een grote oppervlakte.

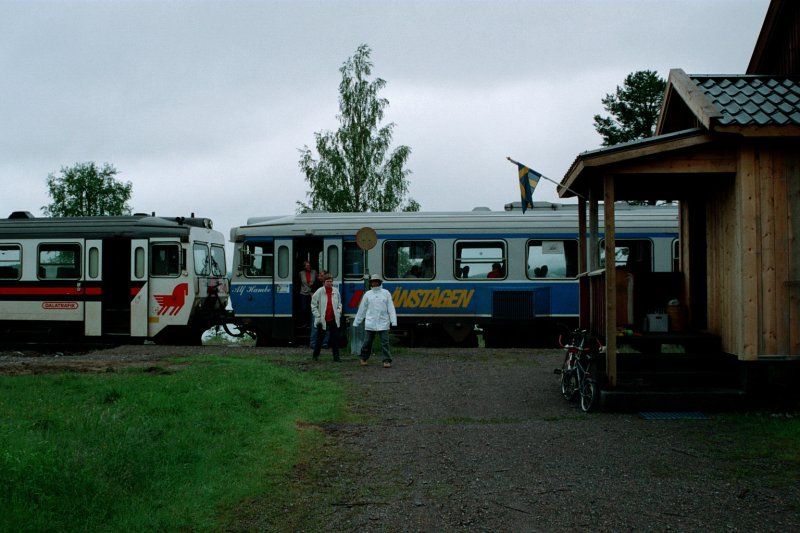
Zomerstationnetje Kåbdalis